# 海雲印簡
海雲印簡禪師（1202年—1257年），俗姓宋，法名印簡，號海雲，金朝山西嵐谷寧遠人，佛教僧侶，為臨濟宗傳人，曾任金朝河北鎮州臨濟寺、大都慶壽寺住持。曾晉見窩闊台，蒙哥汗封其領天下宗教事，忽必烈汗則尊他為國師。其弟子劉秉忠則為忽必烈重要幕僚。涅槃後，忽必烈追贈為佛日圓明大師。真身不敗，成為全身舍利，門徒將之塑上金粉奉祀，現存於北京白塔寺。

## 生平
1235年，晉見窩闊台，為窩闊台授三皈依。
1239年，其師中觀沼公過世。在耶律楚材的推舉下，繼任慶壽寺住持。
1251年，蒙哥汗即位，下令由海雲印簡統領佛教。

## 外部連結
- 冉雲華 元初臨濟僧—海雲的禪法和思想 （页面存档备份，存于）